# Aleksandr Glebow
Aleksandr Glebow (ros. Александр Глебов; ur. 15 lipca 1983 w Mariborze) – rosyjski narciarz alpejski.

## Osiągnięcia

### Igrzyska olimpijskie
| Miejsce | Dzień     | Rok  | Miejscowość     | Konkurencja | Czas biegu | Strata | Zwycięzca      |
| ------- | --------- | ---- | --------------- | ----------- | ---------- | ------ | -------------- |
| 23.     | 9 lutego  | 2014 | Krasnaja Polana | Zjazd       | 2:06,23    | +2,73  | Matthias Mayer |
| DNF     | 16 lutego | 2014 | Krasnaja Polana | Supergigant | 1:18,14    | -      | Kjetil Jansrud |

### Mistrzostwa świata
| Miejsce | Dzień    | Rok  | Miejscowość       | Konkurencja | Czas biegu | Strata | Zwycięzca          |
| ------- | -------- | ---- | ----------------- | ----------- | ---------- | ------ | ------------------ |
| DNF1    | 6 lutego | 2013 | Schladming        | Supergigant | 1:23,96    | -      | Ted Ligety         |
| 28.     | 9 lutego | 2013 | Schladming        | Zjazd       | 2:01,32    | +4,41  | Aksel Lund Svindal |
| DNF     | 5 lutego | 2015 | Vail/Beaver Creek | Supergigant | 1:15,68    | -      | Hannes Reichelt    |
| 34.     | 7 lutego | 2015 | Vail/Beaver Creek | Zjazd       | 1:43,18    | +2,98  | Patrick Küng       |

### Mistrzostwa świata juniorów
| Miejsce | Dzień     | Rok  | Miejscowość | Konkurencja | Czas biegu | Strata | Zwycięzca            |
| ------- | --------- | ---- | ----------- | ----------- | ---------- | ------ | -------------------- |
| DNF     | 5 lutego  | 2001 | Verbier     | Zjazd       | 1:30,23    | -      | Thomas Graggaber     |
| 41      | 6 lutego  | 2001 | Verbier     | Supergigant | 1:28,17    | +5,27  | Christoph Kornberger |
| DNF1    | 8 lutego  | 2001 | Verbier     | Gigant      | 2:08,79    | -      | Hannes Reiter        |
| 40.     | 27 lutego | 2002 | Tarvisio    | Zjazd       | 1:26,85    | +3,19  | Adam Cole            |
| 23.     | 28 lutego | 2002 | Tarvisio    | Supergigant | 1:25,02    | +2,19  | Peter Fill           |
| 35.     | 2 marca   | 2002 | Tarvisio    | Slalom      | 1:30,46    | +6,94  | Steven Nyman         |
| 21.     | 3 marca   | 2002 | Tarvisio    | Kombinacja  | 11,77 pkt  | ?      | Aksel Lund Svindal   |

### Puchar Świata

#### Miejsca w klasyfikacji generalnej
- sezon 2004/2005: -
- sezon 2005/2006: -
- sezon 2007/2008: 135.
- sezon 2008/2009: -
- sezon 2011/2012: -
- sezon 2012/2013: -
- sezon 2013/2014: 150.
- sezon 2014/2015: 145.

#### Miejsca na podium
Glebow nigdy nie stanął na podium zawodów PŚ.